# Nora (1923)
Nora ist ein 1922 gedrehter, deutscher Stummfilm nach dem gleichnamigen Theaterstück von Henrik Ibsen. Regie führte der Filmdebütant Berthold Viertel. Die Hauptrollen sind mit Olga Tschechowa in der Rolle der Nora, Carl Ebert, als Noras Ehemann sowie Fritz Kortner als Rechtsanwalt Krogstadt besetzt. 

## Handlung
Die junge Nora Helmer ist mit dem Rechtsanwalt Torvald glücklich verheiratet und hat mit ihm drei Kinder. Als Torvald eines Tages schwer erkrankt und die Schulden bald zu einem echten Problem für die junge Familie zu werden drohen, fasst Nora einen weitgreifenden und tragischen Entschluss und fälscht aus Zeitnot einen Wechsel, den eigentlich ihr im Sterben liegender Vater hätte unterzeichnen müssen. Involviert in diesen Vorgang ist auch der Rechtsanwalt Krogstadt, der aber zunächst nichts dagegen unternimmt, da er die Zusammenhänge nicht erkennt.
Als Krogstadt, der von der Wechselfälschung weiß, beginnt, Nora unter Druck zu setzen, beichtet sie ihrem Gatten den Fehltritt, aus Angst, Krogstadt könnte ihrem mittlerweile längst genesenen Mann von ihrer damaligen moralischen Verirrung erzählen. Doch Torvald, ein Ausbund an Tugend, verzeiht ihr diese Missetat nicht, obwohl Nora sie doch nur deshalb beging, um dem Kranken zu helfen. Durch den Einfluss von Noras Freundin Christine Linde, in die Krogstadt lange Zeit verliebt gewesen war, lässt der Anwalt von seinem Erpressungsversuch ab. Schließlich erkennt auch Torvald, dass er gegenüber seiner Frau zu hart reagiert hatte und will mit ihr einen Neubeginn wagen. Doch Nora lehnt ab und will fortan ein selbstbestimmtes Leben führen.

## Produktionsnotizen
Nora entstand 1922 und passierte die Filmzensur am 5. Januar 1923. Die Uraufführung fand am 2. Februar 1923 im Berliner Uraufführungstheater am Kurfürstendamm statt. Die mit Jugendverbot belegte Inszenierung war 2045 Meter lang und besaß fünf Akte.
Die Filmbauten stammen von Walter Reimann.

## Kritik
Wiens Neue Freie Presse berichtete in ihrer Ausgabe vom 22. Januar 1924: „Manuskript: Berthold Viertel und Georg Fröschel. Diese beiden Namen bürgen dafür, dass es nicht zu jenen für den Literaturfreund schmerzhaften Amputationen und Prothesen kommt, denen gerade hervorragende Dichtungen im Film oft ausgesetzt sind. Es sei den Bearbeitern gedankt, dass sie jener Nora, die uns bereits zum Begriff geworden ist, (abgesehen von kleinen Seitensprüngen) Treue gehalten haben. […] Die Titelrolle lag bei Olga Tschechowa. Ihr gelang, was viele, auch gute Darstellerinnen der Nora, auf der Bühne vermissen lassen: Der Uebergang von der Nora des Anfangs zur Nora des Schlusses. […] Die Regie, für die Berthold Viertel verantwortlich zeichnet, war vortrefflich, auch die Photographie.“
Paimann’s Filmlisten resümierte: „Das Sujet löst, Dank seines Vorwurfes starke Wirkungen aus, trotz der nicht immer glücklichen Auffassung der Konflikte durch die Regie. Die Darstellung ist nicht in allen Rollen gleichmäßig gut, Aufmachung und Photos entsprechen. Das Ganze verdient trotz mancher Mängel Anerkennung, erscheint aber infolge des düsteren Milieus und des, im Sinne des Publikums nicht völlig befriedigenden, Abschlusses vorwiegend für reifere Besucherkreise geeignet.“

„Man hatte den Ehrgeiz, Ibsens ‚Nora‘, das bei seinem Erscheinen die Gemüter aller aufgewühlt hat, frei und filmisch zu gestalten. Mit der schwierigen Verfilmung dieser abstrakten Problematik wurde ein Theaterregisseur betraut, der zum erstenmal einen Film zu inszenieren hatte: Berthold Viertel (1923). In Viertels Hand ist Olga Tschechowa zu einer großen Filmkünstlerin geworden.“